# Escándalo Siemens

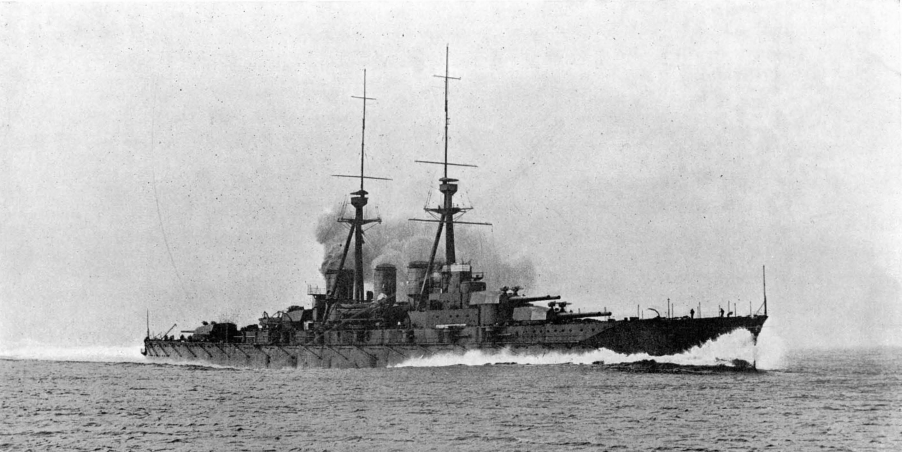
Aprovisionamiento del crucero de batalla Kongō era el asunto subyacente del Escándalo Siemens

 El escándalo SIEMENS  (シーメンス事件 Shīmensu jiken?) de enero de 1914 implicó la colusión entre varios miembros de alto rango de la Armada Imperial Japonesa, la empresa británica Vickers y el conglomerado industrial alemán de Siemens AG. Fue uno de los varios escándalos políticos espectaculares de la política japonesa de finales del periodo Meiji y Taishō, que condujo a la caída del gabinete de Yamamoto Gonnohyoe.

## Descripción de los sucesos

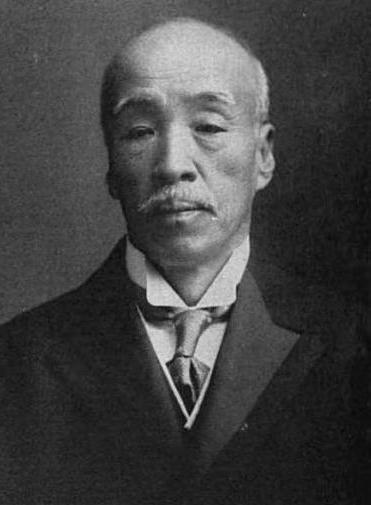
Yoshikazu Iida. 1851-1924. Nacido en Nagato (Prefectura de Yamaguchi). En 1890, se unió a Mitsui & Co., Ltd. y se dedicó a la importación de algodón, y se convirtió en director en 1843. Posteriormente, se convirtió en director de Mitsui Bank y Mitsui Mining, y consejero de Mitsui Gomei. Fue acusado y declarado culpable en el incidente de Siemens en 1920, pero fue indultado y se convirtió en presidente de Taisho Marine and Fire Insurance en 1920.

La armada japonesa estaba inmersa en un programa de expansión masiva, y muchos de los componentes más importantes (como los buques de guerra avanzados y armamento) se seguían importando de Europa. Siemens se había asegurado prácticamente el monopolio de los contratos navales japoneses a cambio de una comisión secreta del 15% a las autoridades navales japonesas responsables de las adquisiciones.
En 1914, la firma británica Vickers (a través de sus agentes japoneses Mitsui Bussan) ofreció a las autoridades navales japonesas un trato más lucrativo, que implicaba una comisión del 25%, con 40.000 yenes para el vicealmirante Matsumoto Kazu, antiguo jefe del Departamento Técnico de la Armada, que implicaba concretamente la adquisición del crucero de batalla Kongō. Cuando la sede alemana de Siemens se enteró del trato, envió un telegrama a su oficina de Tokio exigiendo una aclaración. Un empleado expatriado de la oficina de Siemens en Tokio (Karl Richter) robó documentos incriminatorios que indicaban que Siemens había pagado previamente un soborno de 1.000 libras esterlinas a la marina japonesa a cambio de un contrato inalámbrico, vendió los documentos a la agencia de noticias Reuters junto con una copia del telegrama y huyó de vuelta a Alemania.
Los periódicos japoneses, especialmente el Asahi Shimbun, informaron inmediatamente de los detalles del escándalo de corrupción, y el tema fue planteado en la Dieta por miembros del partido político Rikken Doshikai. Tanto los Servicios de Inteligencia del Ejército y la Marina como el Kempeitai iniciaron investigaciones.
Otro periódico, Japan Weekly Chronicle, informó de que un almirante Fuji [Fujii Terugoro] de la oficina de adquisiciones de la marina había confesado haber recibido pagos de Vickers por un total de 210.000 yenes en 1911 y 1912 en varias ocasiones. Recordaba a sus lectores que, independientemente de que el dinero se recibiera de forma ilegal según la legislación japonesa, era ciertamente ilegal según la Ley de Prácticas Corruptas británica de 1906.
A principios de febrero de 1914 estallaron en Tokio manifestaciones a gran escala, que se volvieron violentas el 10 de febrero y el 14 de febrero. La opinión pública se indignó aún más cuando se reveló que el enorme alcance del programa de expansión naval apenas dejaría espacio para otras cosas en el presupuesto gubernamental y que, por tanto, el gobierno planeaba aumentar los impuestos. Aunque el primer ministro Yamamoto no estaba directamente implicado y tomó medidas para destituir a los oficiales navales encargados de las adquisiciones y la construcción naval, el descontento de la opinión pública siguió creciendo, y se le retó a explicar las acusaciones de soborno ante la Cámara de los Pares.
Después de que ambas cámaras de la Dieta se negaran a aprobar el presupuesto de la Armada de 1914, Yamamoto dimitió el 24 de marzo de 1914, arrastrando consigo a todo su gabinete. En mayo, un consejo de guerra militar redujo el rango del ex primer ministro Yamamoto y del ministro de la Marina, el almirante Saito Makoto, condenó a prisión a varios miembros destacados del departamento de adquisiciones de la Marina, impuso fuertes multas a Vickers y Siemens y les prohibió participar en contratos en el futuro.

## Consecuencias
Con el comienzo de la Primera Guerra Mundial, un par de semanas después, se pidió a Vickers que reiniciara la producción del Kongō, y todos los hombres implicados fueron indultados y rehabilitados.
La edición del periódico Daily Telegraph del 21 de enero de 1914 informaba de que Karl Richter había sido detenido en Alemania por el robo de los papeles incriminatorios y condenado a dos años de prisión.